# Отряд 1644
«Отряд 1644» (яп. 栄1644部隊) — специальный отряд японских вооружённых сил, входил в состав Департамента предотвращения эпидемий и очищения воды. Базировался в Нанкине. Известен экспериментами над людьми, в ходе которых заключённые заражались искусственно холерой, тифом, бубонной чумой и т. д. Документы о деятельности отряда до сих пор не обнародованы.

## Описание
Создан в 1939 году в оккупированном японцами Нанкине. Имелось 12 филиалов со штатом около 1500 человек. Во время второй японо-китайской войны подразделение занималось разработкой и созданием бактериологического оружия. Первым начальником стал Сиро Исии, затем назначен полковник Оота, в феврале 1943 им стал Сато. В конце августа 1942 подразделение приняло участие в биологической атаке против граждан и солдат китайцев. После окончания советско-японской войны часть сотрудников была осуждена на Хабаровском процессе.